# Petersfriedhof (Salzburg)
Petersfriedhof (Peterskirkegården) er, sammen med kirkegården ved Nonnbergklosteret, den ældste kirkegård i den østrigske by Salzburg, beliggende ved foden af Festungsberg med Festung Hohensalzburg. Kirkegården blev nedlagt i 1878 og forfaldt indtil Peterskirkens munke i 1930 opfordrede til at tillade nye begravelser på kirkegården.

## Historie
Kirkegårdens oprindelse kan dateres til omkring år 700, da det nærliggende Sankt Peter-kloster blev etableret af Sankt Rupert af Salzburg. Klosterets kirkegård, der højst sandsynligt ligger på samme sted som en endnu ældre begravelsesplads, nævnes første gang på skrift i 1139, og den ældste gravsten er fra 1288.

### Katakomberne
Der findes katakomber hugget ind i Festungsbergs klipper, der meget vel kan stamme fra de tidlige kristne tider under Severinus af Noricum under Folkevandringstiden. De har to kapeller; Maximuskapelle og Gertraudenkapelle, begge konsekreret 1178 af ærkebiskoppen af Salzburg Konrad I. af Wittelsbach, og er dedikerede til den myrdede ærkebiskop af Canterbury Thomas Becket.
I midten af kirkegården findes kapellet Margarethenkapelle, der blev genopført i 1491.

## Notable begravede
- Michael Haydn, komponist og Joseph Haydns yngre bror (1806)
- Maria Anna Mozart (Nannerl), Wolfgang Amadeus Mozarts ældste søster (1829)

47°47′48″N 13°2′44″Ø / 47.79667°N 13.04556°Ø